# Talia in the Kitchen
Talia In The Kitchen fue una telenovela estadounidense transmitida en Nickelodeon que se estrenó el 6 de julio de 2015 en los Estados Unidos, la serie es la versión estadounidense de la telenovela de Nickelodeon Latinoamérica Toni, la Chef ambas series fueron rodadas en Miami. Uno de sus episodios fue con el elenco de Every Witch Way titulado Every Witch Lola's y en la serie Every Witch Way Lunch at Lola's. Está protagonizada Maria Quezada y Liam Obergfoll con las participaciones antagónicas de Gail Soltys y Miguel Luciano.
La serie consta de 40 episodios para la primera temporada el show es parte de Nickelodeon junto a un mes de estreno de Every Witch Way,  y Make It Pop. El 12 de enero de 2016, Nickelodeon canceló a Talia in the Kitchen luego de 40 episodios.

## Sinopsis
Talia Parra, una chica de 14 años de edad visita a su abuela Dolores (Jeannette Lehr) durante el verano y comienza a pasar tiempo en el restaurante de su familia, Lola's. Ella descubre que tiene un don y una pasión por la cocina. Con la ayuda de sus especias mágicas Talia puede llevar a cabo una cocina y cocinar justo lo que necesita cada cliente.

## Reparto
| Actor             | Personaje           |
| ----------------- | ------------------- |
| Maria Quezada     | Talia Parra         |
| Liam Obergfoll    | Tyson Fuccinelli    |
| Gail Soltys       | Debbie Fuccinelli   |
| Joshua Hoffman    | Rudy Rosales        |
| Galilea La Salvia | Julie Parra         |
| Miguel Luciano    | Frenchie Fuccinelli |
| Ellis Ann Jackson | Valerie Landry      |
| Jeannette Lehr    | Dolores Parra       |
| Ethan Estrada     | Rocky               |
| Tommy Goodman     | Will                |
| Cooper Rowe       | Michael Grubb       |
| Will Wilson       | Jayden Grubb        |

## Episodios
La serie cuenta con una temporada, la cual se dividió en dos partes, ambas emitidas en 2015. 
En Latinoamérica la serie se estrenó internet, en la NickApp y el sitio web de nickelodeon.la, el 5 de junio de 2017, estrenando cada lunes un nuevo episodio, fueron estrenados 19 de los 20 episodios de la primera parte, pues se omitió el episodio 7 el cual incluye un crossover con los personajes de Every Witch Way. Los 20 episodios de la segunda parte de la temporada se estrenaron el 18 de septiembre de 2017 en la NickApp y el sitio web de nickelodeon.la. La serie no fue emitida en televisión en ningún momento en Latinoamérica.
En diciembre de 2023, la serie fue añadida al servicio de streaming, Paramount+.
| Temporada | Temporada | Episodios | Episodios               | Estreno original        | Estreno original         | Estreno en Latinoamérica | Estreno en Latinoamérica |
| Temporada | Temporada | Episodios | Episodios               | Estreno                 | Final                    | Estreno                  | Final                    |
| --------- | --------- | --------- | ----------------------- | ----------------------- | ------------------------ | ------------------------ | ------------------------ |
|           | 1         | 40        | 20                      | 6 de julio de 2015      | 30 de julio de 2015      | 5 de junio de 2017       | 29 de agosto de 2017     |
| 20        | 1         | 40        | 25 de noviembre de 2015 | 23 de diciembre de 2015 | 18 de septiembre de 2017 | 16 de enero de 2018      |                          |